# Ecliptopera furva
Ecliptopera furva là một loài bướm đêm trong họ Geometridae.